# 멘보샤

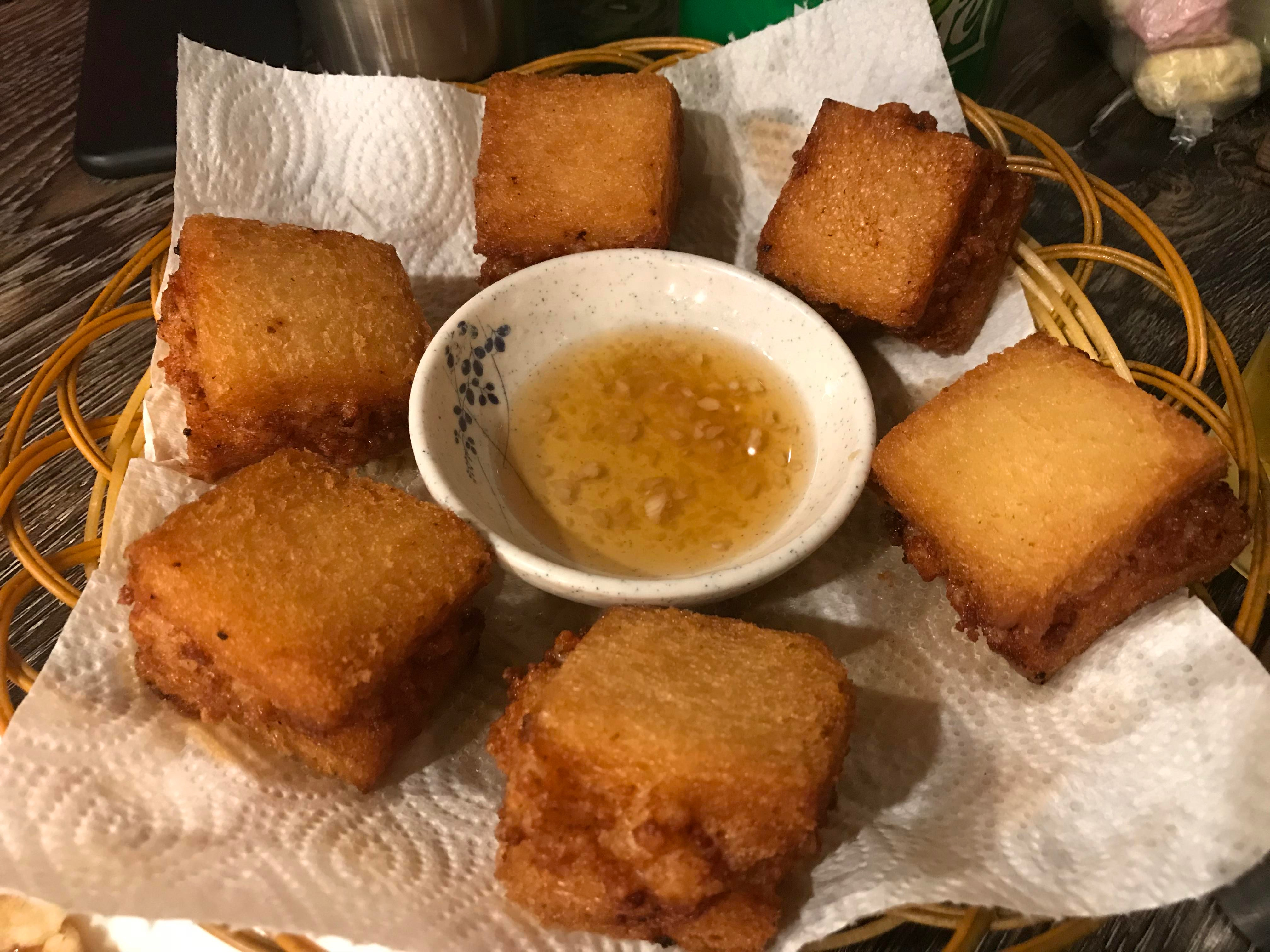
한국 중식당의 멘보샤

멘보샤는 작은 정사각형 모양으로 자른 식빵 사이에 잘게 다진 새우를 넣어서 샌드위치나 토스트처럼 만든 다음에 기름에 튀겨서 만드는 중국 요리이다. 한국에서는 중국 산둥성 출신 화교들에 의해 처음 소개되었고 세계 각지에 위치한 중국 음식점에서도 가끔 만들기도 한다.

## 이름
"멘보샤"는 중국어 "몐바오샤(중국어 간체자: 面包虾, 정체자: 麵包蝦, 병음: miànbāo xiā, 한자음: 면포하)"가 변한 발음이지만, 중국어권에서 "몐바오샤"는 멘보샤가 아니라 튀김옷을 입힌 새우튀김을 뜻한다. 중국어 "몐바오(面包)"는 "빵", '샤(蝦)'는 "새우"를 의미한다.
중화권에서는 "새우 토스트"라는 뜻의 하도시(광둥어: 蝦多士, 월병: haa1 do1 si62) 또는 샤둬스(중국어 간체자: 虾多士, 정체자: 蝦多士, 병음: xiā duōshì, 한자음: 하다사)로 알려져 있으며, 영어권에서도 "슈림프 토스트(shrimp toast)", "프론 토스트(prawn toast)"로 알려져 있다.

## 역사
중국음식이 아니라는 설이 있지만, 정확히 말하자면 제2차 아편전쟁 이후에 중국이 서양에 개방되면서 중국에 서양 음식점, 호텔 등이 들어서고 중국인도 서양음식을 접하게 되었다. 이때 서양의 샌드위치를 중국식으로 만든 것이 멘보샤의 유래라고 할 수 있다.

## 관련 썰
홍콩에서 비롯 되었다는 썰도 있다. 핑거 푸드를 즐겨 먹는데 멘보샤 역시 홍차와 함께 먹는 이런 핑거 샌드위치를 홍콩식으로 변형한 것이라고 한다.홍콩에서는 멘보샤라는 이름 대신에 하삼먼지, 혹은 하더시라는 이름으로도 퍼져 있다.

## 제조 방법
- 새우는 껍질, 머리, 내장 부분을 손질한 다음에 소금물에 헹궈서 물기를 빼고 잘게 다진다. 그런 다음에 달걀 흰자, 전분, 소금, 후추, 청주를 약간 넣고 섞어서 반죽으로 만든다.
- 식빵은 가장자리를 먼저 자른 다음에 작은 정사각형 모양으로 다시 자른다. 그런 다음에 식빵 위에 새우 반죽을 올리고 다른 식빵으로 덮어서 샌드위치나 토스트처럼 만든다.
- 프라이팬에 두른 식용유를 중간 정도의 불에서 달군 다음에는 새우 반죽이 들어간 식빵을 넣어서 식빵의 위아래가 노릇할 때까지 잘 튀긴다.
- 튀기는 과정이 마무리되면 새우 반죽이 들어간 식빵튀김을 건져내고 접시에 옮긴다. 그런 다음에 식빵튀김 위에 소스를 뿌려주고 마무리한다.

## 같이 보기
- 꿔바로우
- 크림새우

1. ↑  네이버